# Anne Kristi Marken
Anne Kristi Marken (ur. w 1975) – norweska biegaczka narciarska.

## Kariera
W 1994 roku wystąpiła na mistrzostwach świata juniorów w Breitenwang, zajmując 21. miejsce w biegu na 5 km techniką klasyczną oraz piąte w sztafecie. Podczas rozgrywanych rok później mistrzostw świata juniorów w Gällivare była szósta w sztafecie, a w startach indywidualnych plasowała się poza czołową trzydziestką.
W Pucharze Świata zadebiutowała 17 marca 1996 roku w Holmenkollen, zajmując 13. miejsce w sztafecie. Pierwsze pucharowe punkty zdobyła 27 grudnia 1998 roku w Garmisch-Partenkirchen, gdzie zajęła 13. miejsce w sprincie stylem dowolnym. Na podium zawodów tego cyklu jedyny raz stanęła dwa dni później w Kitzbühel, kończąc sprint techniką dowolną na trzeciej pozycji. W zawodach tych wyprzedziły ją jedynie jej rodaczka, Bente Martinsen i Andreja Mali ze Słowenii. Najlepsze rezultaty osiągnęła w sezonie 1998/1999, kiedy zajęła 24. miejsce w klasyfikacji sprintu.
Nigdy nie wystąpiła na igrzyskach olimpijskich ani mistrzostwach świata.

## Osiągnięcia

### Mistrzostwa świata juniorów
| Miejsce | Dzień       | Rok  | Miejscowość | Konkurencja            | Czas biegu | Strata  | Zwyciężczyni               |
| ------- | ----------- | ---- | ----------- | ---------------------- | ---------- | ------- | -------------------------- |
| 21.     | 26 stycznia | 1994 | Breitenwang | 5 km stylem klasycznym | 16:20,2    | +57,3   | Irina Składniewa           |
| 5.      | 28 stycznia | 1994 | Breitenwang | Sztafeta 4x5 km        | 1:06:19,6  | +1:53,0 | Czechy                     |
| 39.     | 1 marca     | 1995 | Gällivare   | 5 km stylem klasycznym | 15:46,8    | +1:36,7 | Natalia Baranowa-Masałkina |
| 46.     | 5 marca     | 1995 | Gällivare   | 15 km stylem dowolnym  | 43:16,9    | +6:03,3 | Julija Czepałowa           |
| 6.      | 3 marca     | 1995 | Gällivare   | Sztafeta 4x5 km        | 1:01:31    | +2:48   | Rosja                      |

### Puchar Świata

#### Miejsca w klasyfikacji generalnej
- sezon 1998/1999: 24. (sprint)

#### Miejsca na podium
| Nr | Dzień      | Rok  | Miejscowość | Konkurencja            | Czas biegu | Strata | Miejsce | Zwyciężczyni    |
| -- | ---------- | ---- | ----------- | ---------------------- | ---------- | ------ | ------- | --------------- |
| 1. | 29 grudnia | 1998 | Kitzbühel   | Sprint stylem dowolnym | ?          | ?      | 3.      | Bente Martinsen |